# Moroagrion
Moroagrion là một chi chuồn chuồn kim trong họ Coenagrionidae.

## Các loài
Moroagrion omvat 1 soort:
- Moroagrion danielli Needham & Gyger, 1939